# Alisma lanceolatum
Alisma lanceolatum é uma espécie de planta com flor pertencente à família Alismataceae,  com habitat preferencial em meios aquáticos de água doce parada como margens de lagoas, represas, açudes e charcos.
A autoridade científica da espécie é With., tendo sido publicada em An Arrangement of British Plants, Third Edition 2: 362. 1796.
Os seus nomes comuns são alisma, colhereira, colhereiro, erva-calhandreira, orelha-de-mula-comprida, orelha-de-mula-lanceolada ou três-virgens.

## Portugal
Trata-se de uma espécie presente no território português, nomeadamente em Portugal Continental, no Arquipélago dos Açores e no Arquipélago da Madeira.
Em termos de naturalidade é nativa das três regiões atrás indicadas.

## Protecção
Não se encontra protegida por legislação portuguesa ou da Comunidade Europeia.